# Guillaume de Croÿ
Guillaume de Croÿ (Fiandre, 1498 – Worms, 6 gennaio 1521) è stato un arcivescovo cattolico e cardinale francese.

## Biografia
Nacque nelle Fiandre, figlio di Henri de Croÿ, conte di Porcien, e Charlotte de Chateaubriand.
Già eletto vescovo di Cambrai dal 15 agosto 1516, papa Leone X lo elevò al rango di cardinale nel concistoro del 1º aprile 1517, grazie anche ai buoni uffici del potente zio Guglielmo di Croÿ (1458 – 1521), assegnandogli la diaconia di Santa Maria in Aquiro.
Il 31 dicembre dello stesso anno fu nominato arcivescovo di Toledo e il 17 agosto 1519 rinunciò quindi alla diocesi di Cambrai.
Morì a seguito di un incidente di caccia.

## Ascendenza
|                                      |                          |                                             | Genitori                                   |  |  | Nonni |  |  | Bisnonni                            |  |  | Trisnonni                                  |  |
|                                      |                          |                                             |                                            |  |  |       |  |  | Antoine I de Croÿ, conte di Porcéan |  |  | Jean I de Croÿ, barone di Renty e Seneghem |  |
|                                      |                          |                                             |                                            |  |  |       |  |  | Antoine I de Croÿ, conte di Porcéan |  |  | Jean I de Croÿ, barone di Renty e Seneghem |  |
|                                      |                          | Marie de Craon                              |                                            |  |  |       |  |  | Antoine I de Croÿ, conte di Porcéan |  |  |                                            |  |
| Philippe I de Croÿ, conte di Porcéan |                          |                                             |                                            |  |  |       |  |  | Antoine I de Croÿ, conte di Porcéan |  |  |                                            |  |
|                                      |                          | Marguerite de Vaudémont                     | Antoine, conte di Vaudémont                |  |  |       |  |  |                                     |  |  |                                            |  |
|                                      |                          | Marguerite de Vaudémont                     | Antoine, conte di Vaudémont                |  |  |       |  |  |                                     |  |  |                                            |  |
|                                      |                          | Marguerite de Vaudémont                     | Marie d'Harcourt, contessa d'Aumale        |  |  |       |  |  |                                     |  |  |                                            |  |
| Henry de Croÿ, conte di Porcéan      |                          | Marguerite de Vaudémont                     |                                            |  |  |       |  |  |                                     |  |  |                                            |  |
|                                      |                          | Louis de Luxembourg, conte di Saint-Pol     | Pierre I de Luxembourg, conte di Saint-Pol |  |  |       |  |  |                                     |  |  |                                            |  |
|                                      |                          | Louis de Luxembourg, conte di Saint-Pol     | Pierre I de Luxembourg, conte di Saint-Pol |  |  |       |  |  |                                     |  |  |                                            |  |
|                                      |                          | Louis de Luxembourg, conte di Saint-Pol     | Margherita del Balzo                       |  |  |       |  |  |                                     |  |  |                                            |  |
| Jacqueline de Luxembourg             |                          | Louis de Luxembourg, conte di Saint-Pol     |                                            |  |  |       |  |  |                                     |  |  |                                            |  |
|                                      |                          | Jeanne de Bar, contessa di Soissons e Marle | Robert de Bar, conte di Soissons e Marle   |  |  |       |  |  |                                     |  |  |                                            |  |
|                                      |                          | Jeanne de Bar, contessa di Soissons e Marle | Robert de Bar, conte di Soissons e Marle   |  |  |       |  |  |                                     |  |  |                                            |  |
|                                      |                          | Jeanne de Bar, contessa di Soissons e Marle | Jeanne de Béthune, viscontessa di Meaux    |  |  |       |  |  |                                     |  |  |                                            |  |
| Guillaume III de Croÿ                |                          | Jeanne de Bar, contessa di Soissons e Marle |                                            |  |  |       |  |  |                                     |  |  |                                            |  |
|                                      | Theaude de Châteaubriant | Jean de Châteaubriand                       |                                            |  |  |       |  |  |                                     |  |  |                                            |  |
|                                      | Theaude de Châteaubriant | Jean de Châteaubriand                       |                                            |  |  |       |  |  |                                     |  |  |                                            |  |
|                                      | Theaude de Châteaubriant | Jeanne de Coëtmen                           |                                            |  |  |       |  |  |                                     |  |  |                                            |  |
| René de Châteaubriand                | Theaude de Châteaubriant |                                             |                                            |  |  |       |  |  |                                     |  |  |                                            |  |
|                                      |                          | Françoise Odart                             | Pierre Odart                               |  |  |       |  |  |                                     |  |  |                                            |  |
|                                      |                          | Françoise Odart                             | Pierre Odart                               |  |  |       |  |  |                                     |  |  |                                            |  |
|                                      |                          | Françoise Odart                             | Louise de Loigny                           |  |  |       |  |  |                                     |  |  |                                            |  |
| Charlotte de Châteaubriand           |                          | Françoise Odart                             |                                            |  |  |       |  |  |                                     |  |  |                                            |  |
|                                      |                          | Robert VII d'Estouteville                   | Guillaume d'Estouteville                   |  |  |       |  |  |                                     |  |  |                                            |  |
|                                      |                          | Robert VII d'Estouteville                   | Guillaume d'Estouteville                   |  |  |       |  |  |                                     |  |  |                                            |  |
|                                      |                          | Robert VII d'Estouteville                   | Jeanne de Doudeauville                     |  |  |       |  |  |                                     |  |  |                                            |  |
| Hélène d'Estouteville                |                          | Robert VII d'Estouteville                   |                                            |  |  |       |  |  |                                     |  |  |                                            |  |
|                                      |                          | Ambroisine de Loré                          | Ambroise de Loré                           |  |  |       |  |  |                                     |  |  |                                            |  |
|                                      |                          | Ambroisine de Loré                          | Ambroise de Loré                           |  |  |       |  |  |                                     |  |  |                                            |  |
|                                      |                          | Ambroisine de Loré                          | Catherine de Marcilly                      |  |  |       |  |  |                                     |  |  |                                            |  |
|                                      |                          | Ambroisine de Loré                          |                                            |  |  |       |  |  |                                     |  |  |                                            |  |